# Moëze
Moëze is een gemeente in het Franse departement Charente-Maritime (regio Nouvelle-Aquitaine) en telt 518 inwoners (2004). De plaats maakt deel uit van het arrondissement Rochefort.

## Geografie
De oppervlakte van Moëze bedraagt 21,2 km², de bevolkingsdichtheid is 24,4 inwoners per km².
De onderstaande kaart toont de ligging van Moëze met de belangrijkste infrastructuur en aangrenzende gemeenten.

## Demografie
Onderstaande figuur toont het verloop van het inwonertal (bron: INSEE-tellingen).